# St. Martin in Thurn
St. Martin in Thurn (ladinisch San Martin de Tor, italienisch San Martino in Badia) gehört neben Corvara, Abtei (ladinisch Badia), Wengen (ladinisch La Val) und Enneberg (ladinisch Mareo) zu den fünf ladinischen Gemeinden des Gadertals in den Südtiroler Dolomiten (Italien) und hat 1748 Einwohner (Stand 31. Dezember 2023). Die Gemeinde wurde nach dem gleichnamigen Hauptort benannt. Oberhalb des Ortszentrums befindet sich das Museum Ladin Ćiastel de Tor in der Burganlage von Schloss Thurn. Im Ort selbst ist das Istitut Ladin „Micurá de Rü“ ansässig.

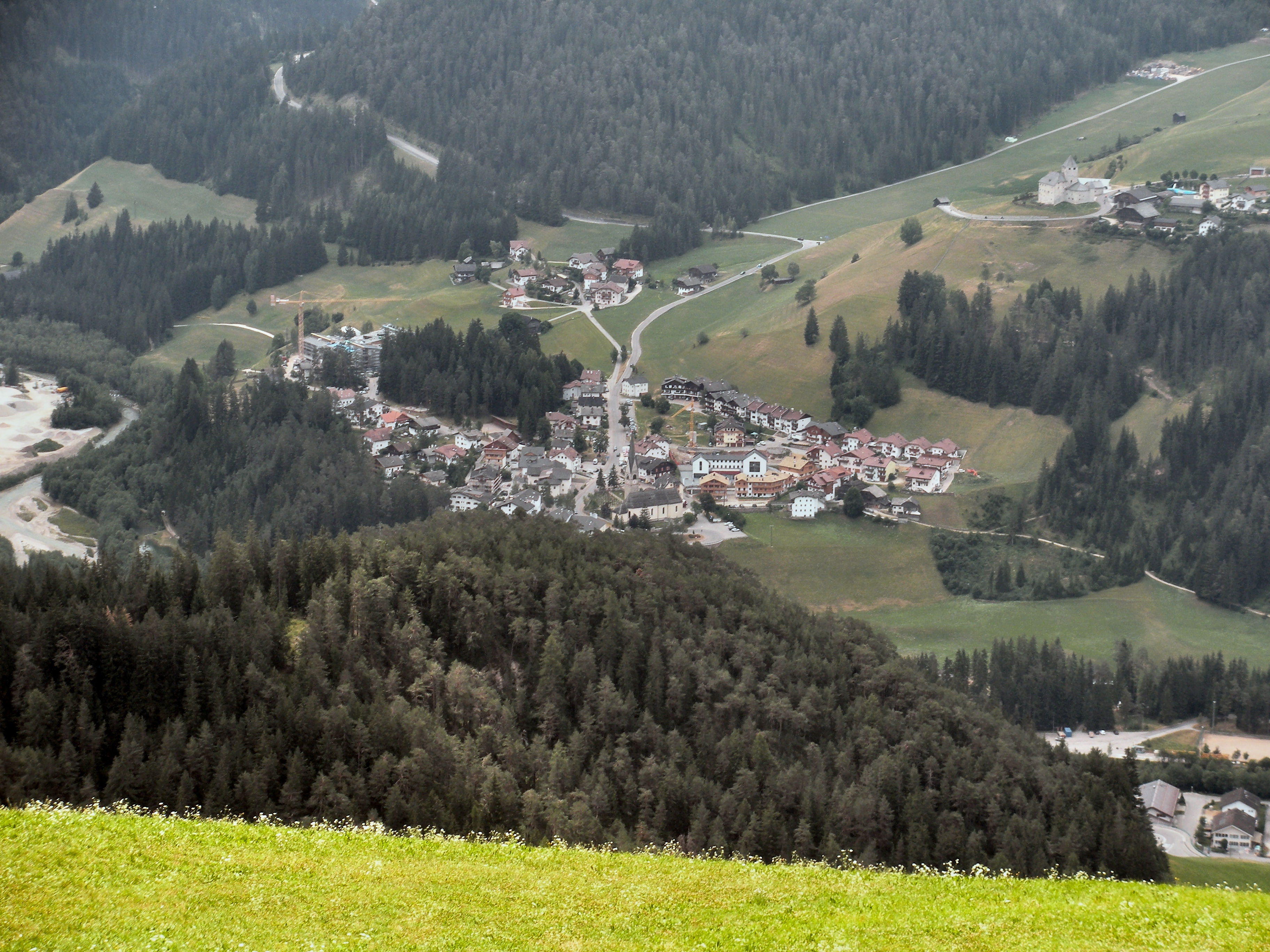
St. Martin, der Hauptort der Gemeinde

## Geographie
Das 76,34 km² große, zu Ladinien gerechnete Gemeindegebiet lässt sich in drei Teile gliedern. Es erstreckt sich über einen verhältnismäßig kleinen Abschnitt des mittleren Gadertals (Val Badia), sowie zwei vom Gadertal nach Südwesten abzweigende Seitentälern: das langgezogene Campilltal (Val de Lungiarü) und den Großteil des Untermoitals (Val d’Antermëia). Die Bevölkerung verteilt sich auf die vier größeren dörflichen Siedlungen St. Martin (1120–1150 m s.l.m., San Martin), Pikolein (1100–1120 m, Picolin), Campill (1380–1410 m, Lungiarü) und Untermoi (1490–1530 m, Antermëia), sowie zahlreiche für das Gebiet typische Weiler (viles).

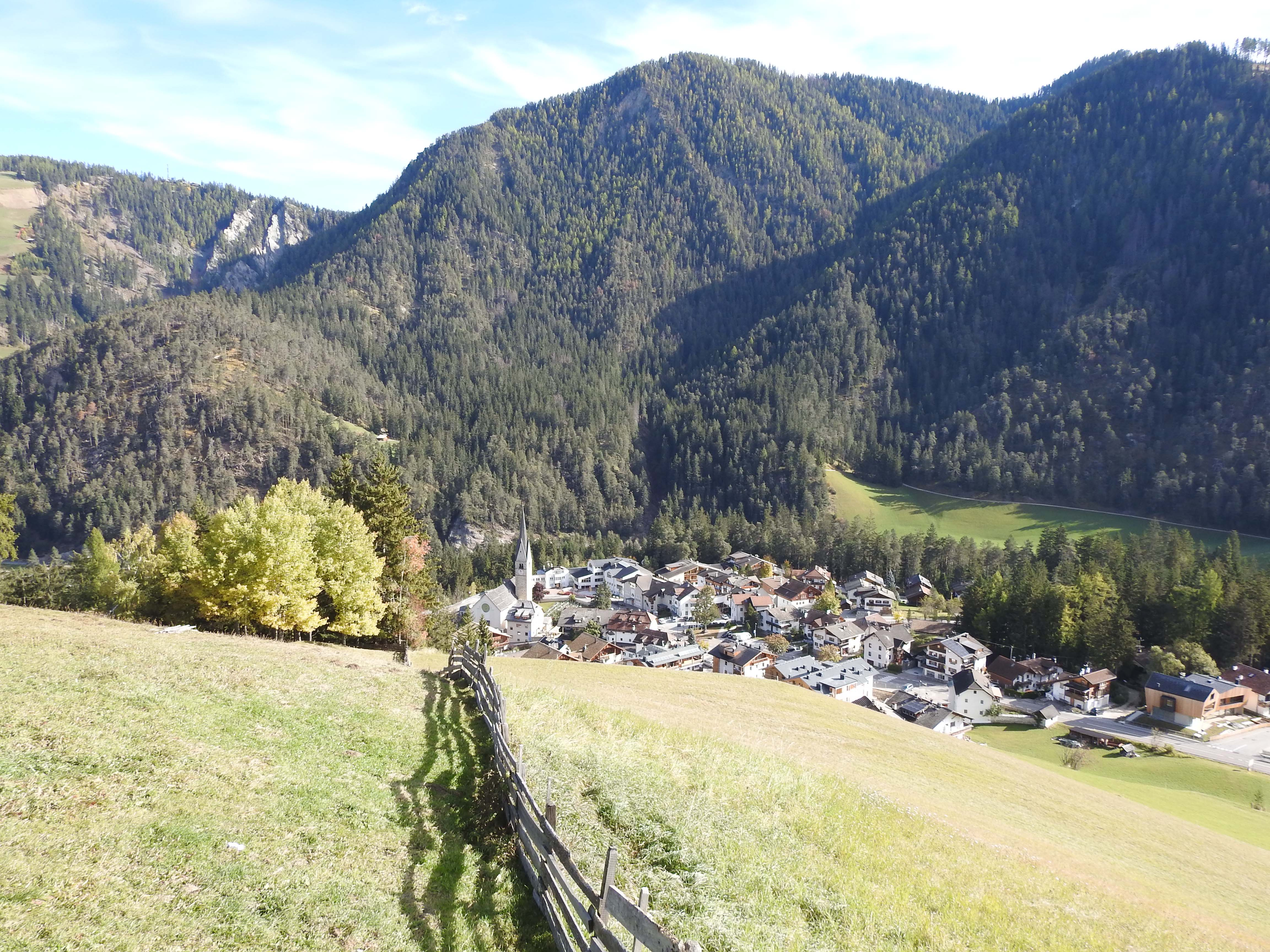
St. Martin von Westen

Der zu St. Martin in Thurn gehörende Abschnitt des mittleren Gadertals dehnt sich auf beiden Seiten der Gader (Gran Ega) aus. Auf der westlichen Talseite befindet sich unterhalb von Schloss Thurn (Ćiastel de Tor), jedoch erhöht über dem Talboden auf einer Terrasse, das Dorf  St. Martin. Auf der östlichen Talseite liegt, angelehnt an die nördlichsten, bewaldeten Ausläufer der Fanesgruppe die Fraktion Pikolein.
Das Campilltal, in dessen Mitte sich das Dorf Campill befindet, führt tief in Hochgebirgsregionen der Dolomiten hinein, die zu großen Teilen im Naturpark Puez-Geisler unter Schutz gestellt sind. Während auf seiner Ostseite lediglich ein bewaldeter Höhenrücken das Tal von den zu Wengen (La Val) und Abtei (Badia) gehörenden Abschnitten des Gadertals abgrenzt, erheben sich über dem südwestlichen Talschluss über 2900 m hohe Gipfel der Geislergruppe und der Puezgruppe. In letzterer befinden sich mit den Puezspitzen (2918 und 2913 m, Pizes de Puez) und dem Piz Duleda (2909 m) die höchsten Punkte des Gemeindegebiets. An seiner Westflanke wird das Campilltal von der Peitlerkofelgruppe eingerahmt, dessen Gipfel auf die Gemeinden St. Martin in Thurn und Villnöß verteilt sind: Zur Gänze in St. Martin liegt der namensgebende Hauptgipfel, der Peitlerkofel (2875 m, Sass de Pütia), nur zu kleineren Teilen der östliche Kammverlauf der Aferer Geisler.
Das Untermoital, von dem Teile zur nördlichen Nachbargemeinde Enneberg (Mareo) gehören, trennt die Peitlerkofelgruppe von den sanft ausgeprägten Lüsner Bergen und endet über Untermoi am Würzjoch (1982 m, Ju de Börz). Im Bereich des Jochs ragt das Gemeindegebiet auch noch westwärts in den Lüsner Talschluss bis zur Lasanke hinein, nordwärts zu den ersten Anhöhen der Lüsner Alm.
Ganzjährig erreichbar ist St. Martin in Thurn von Norden her über die Gadertalstraße, die im Pustertal ihren Anfang nimmt. Von der Schneelage abhängig ist die Öffnung der Passstraße über das Würzjoch, die über das Aferer Tal die Gemeinde mit dem Eisacktal im Raum Brixen verbindet.

## Geschichte

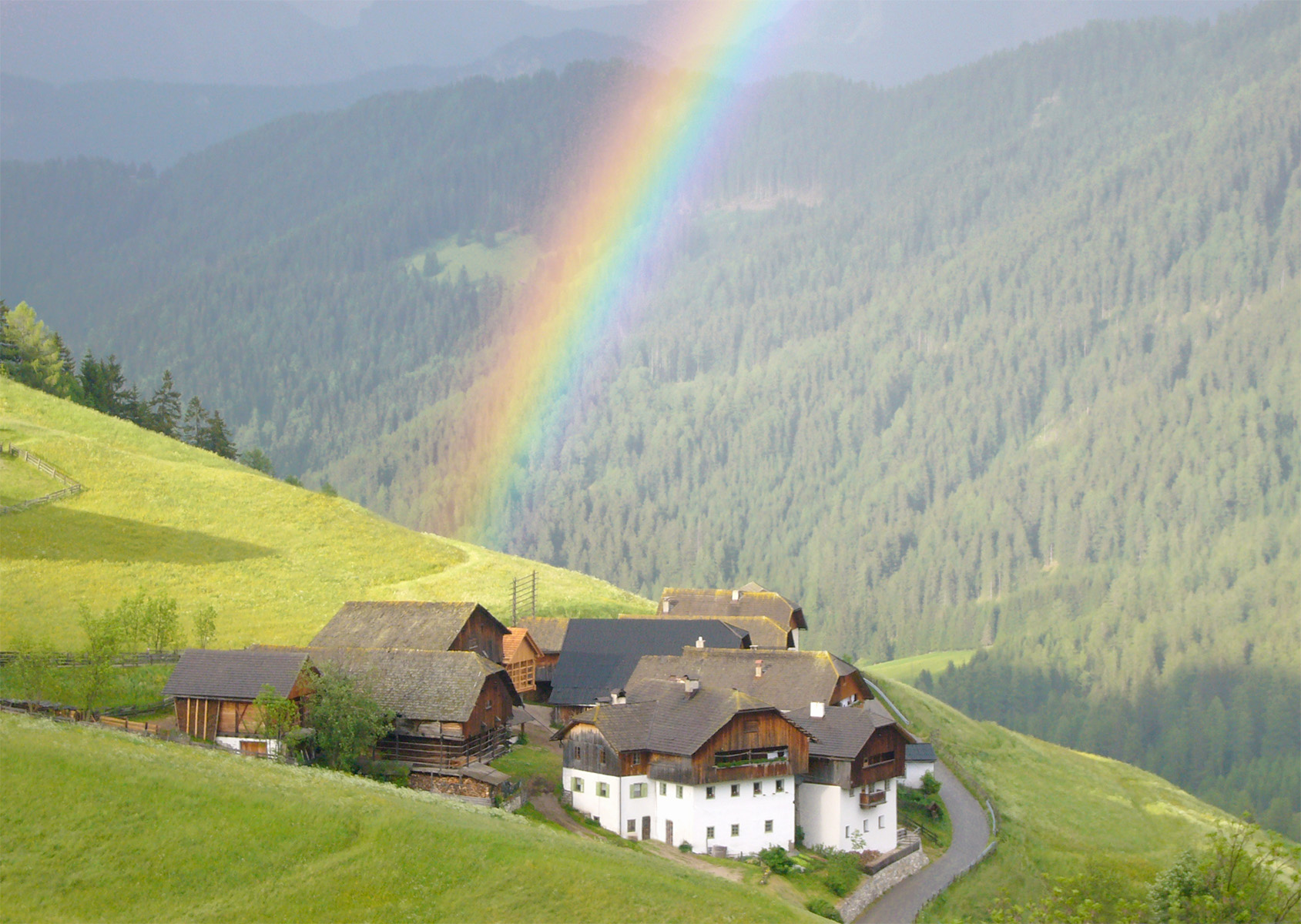
Hofgruppe Seres in Campill

Im Museum Ladin auf Schloss Thurn wird die Geschichte der ladinischen Kultur dargestellt, wonach der Ursprung des Ortes St. Martin gemäß Vermutungen von Lois Craffonara bis auf die Römerzeit zurückgeführt werden könne. 
Die Römer hatten für ländliche Siedlungen einen standardisierten Wegeplan nach der Art von drei mal drei, also insgesamt neun Quadraten. Da dieses Maß archäologisch von anderen Orten her bekannt ist, kann man prüfen, ob etwa Sankt Martin in Thurn nach einem solchen Plan entstanden ist. Angeblich sind aus der Vogelperspektive die einzelnen Wege sowie einige markante Punkte von St. Martin einem solchen Quadratmuster zuzuordnen. Erschwert wird dies allerdings dadurch, dass im Mittelalter durch einen Erdrutsch ein Teil dieses mutmaßlichen Quadratmusters zerstört wurde. Die Bezeichnung „Quadra“ für diese Fluraufteilung soll zunächst als Name für die Ansiedlung und schließlich für das ganze Gadertal gebraucht worden sein; demnach komme der heutige Name „Gader“, früher „Kaidra“, von einer nach römischem Muster hier angelegten Siedlung, so zumindest diese Theorie. Die jüngere Forschung hat allerdings diesen Mutmaßungen widersprochen und auf das karolingerzeitliche – und damit frühmittelalterliche – Verfahren der Feldvermessung im Tiroler Alpenraum hingewiesen, das ebenso zu quadra-ähnlichen Flurteilungen führte.
In das Licht der schriftlich dokumentierten Geschichte tritt die Örtlichkeit mit der ersturkundlich im Jahr 1177 als „Cerre“ genannten Hofgruppe Seres; sie war Teil der von Papst Alexander III. dem Augustinerchorherrenstift Neustift bei Brixen bestätigten Besitzungen. Die Ortschaft St. Martin ist erstmals 1260 als Sant Martin in Geder genannt. Thurn ist auf Schloss Thurn, also lateinisch turris ‚Turm‘ zurückzuführen.
St. Martin gehörte bis zum Ende des Ersten Weltkriegs zum Gerichtsbezirk Enneberg und war Teil des Bezirks Bruneck. 1919 wurde es, wie Südtirol insgesamt, vom Königreich Italien annektiert. 
Im Jahre 1928 wurde Campill (lad. Lungiarü) zusammen mit Wengen nach St. Martin in Thurn eingemeindet. Während Wengen ab dem Jahre 1964 wieder eine eigene Gemeinde wurde, verblieb Campill bei St. Martin in Thurn.

## Politik
Bürgermeister seit 1946:
- Giuseppe Tavella: 1946–1956
- Giuseppe Videsott: 1956–1960
- Giuseppe Tavella: 1960–1964
- Guglielmo Clara: 1965–1969
- Serafino Frenner: 1969–1970
- Guglielmo Clara: 1970–1972
- Peter Castlunger: 1974–1981
- Pepi Dejaco: 1982–2010
- Heinrich Videsott: 2010–2017
- Giorgio Costabiei: seit 2017

## Bevölkerung
St. Martin in Thurn ist gemäß den erhobenen Sprachgruppenzugehörigkeitserklärungen bzw. Sprachgruppenzuordnungserklärungen eine mehrheitlich ladinischsprachige Gemeinde. Als Berechnungsgrundlage der folgenden Prozentwerte wurden die gültigen Erklärungen von Personen mit italienischer Staatsbürgerschaft herangezogen.
| Sprache     | 1981    | 1991    | 2001    | 2011    | 2024    |
| ----------- | ------- | ------- | ------- | ------- | ------- |
| Ladinisch   | 98,52 % | 98,01 % | 97,27 % | 96,71 % | 92,78 % |
| Deutsch     | 0,92 %  | 1,24 %  | 1,68 %  | 1,82 %  | 2,35 %  |
| Italienisch | 0,57 %  | 0,76 %  | 1,06 %  | 1,47 %  | 4,87 %  |

## Bildung
In der Gemeinde gibt es Bildungseinrichtungen für die ladinische Sprachgruppe. Zu diesen gehören die drei Grundschulen in St. Martin, in Campill und „Vijo Pupp“ in Untermoi, sowie die Mittelschule in St. Martin. Alle Schulen sind gemeinsam dem Schulsprengel der Nachbargemeinde Enneberg angeschlossen.

### Baudenkmäler

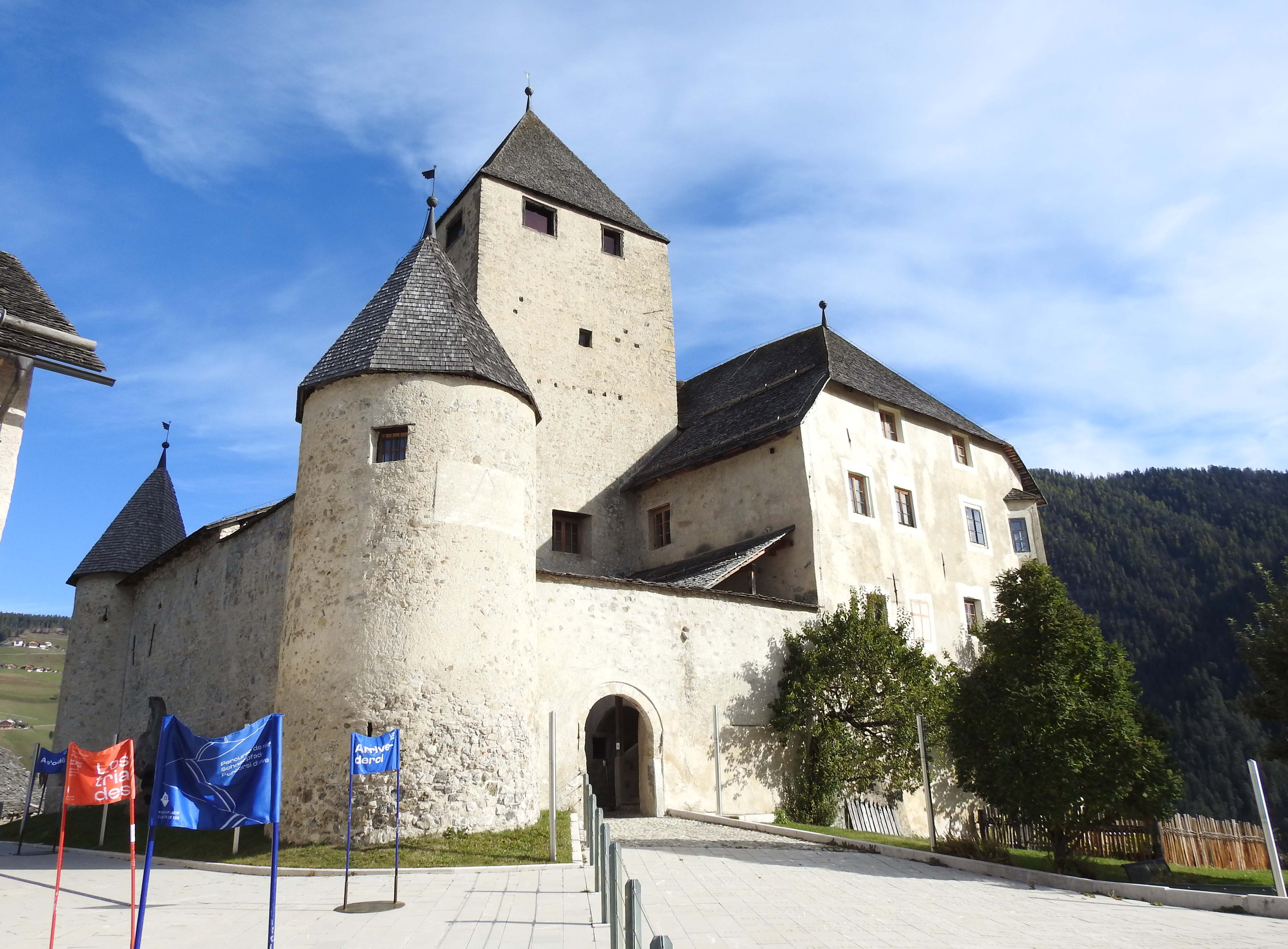
Schloss Thurn von Südwesten

## Sehenswürdigkeiten

### Bad Valdander
Fährt man von St. Martin am Schloss vorbei Richtung Untermoi, kommt man an einer Abzweigung nach links zum Heilbad Bad Valdander vorbei. Das „Bauernbadl“ liegt auf einer Höhe von 1443 m ü. NN. Der Name wird auf Val d’Ander oder Höhlental (lateinisch antrum = Höhle) zurückgeführt. Das Wasser ist wohl schon vor Jahrhunderten in Felsengrotten als Heilwasser genutzt worden. Das jetzige Bad wurde 1820 mit Kapelle angelegt. Das Wasser kommt aus Bellerophonschichten, aus tuffsteinartigem Felsen. Es soll gegen Rheuma, Gicht, Bleichsucht, Blutflüsse, Blutarmut, Verschleimung der Atemwege, Muskel- und Nervenerkrankungen, chronische Hautausschläge und Geschwüre wirken.
Inzwischen gibt es ein Badegebäude aus den 1970er Jahren. Das alte Badegebäude ist renoviert.

## Persönlichkeiten
- Cassian Dapoz (1874–1946), geboren in Campill, Maler
- Gilbert Prousch (* 1943), in London wirkender Künstler
- Alois Pupp (1900–1969), geboren in Untermoi, ehemaliger Südtiroler Landeshauptmann